# Future Shock
Future Shock és un llibre escrit pel futurista Alvin Toffler en 1970.
En el llibre, Toffler defineix el terme xoc futur com un estat psicològic concret que afecta tant a individus com a societats senceres. La definició més curta del terme és la percepció personal de "massa canvi en un període massa curt".
El llibre, que es va convertir en un supervendes a nivell internacional, es va escriure a partir de l'article "The Future as a Way of Life" aparegut en la revista Horizon, l'estiu de 1965. Traduït a multitud d'idiomes, ha venut més de sis milions de còpies a tot el món.
En 1972 apareix un documental basat en el llibre, amb Orson Welles com a narrador.

## Tema
Toffler argüia que la societat està duent a terme un canvi estructural gegantesc en el pas d'una societat industrial a super-industrial i postindustrial. Aquest canvi sobrepassa i atabala a moltes persones.
Toffler pensa que el grau tan accelerat de canvi tecnològic i social deixa a moltes persones desconnectades i sofrint de desorientació i fort estrès. Així, la major part de problemes socials són símptomes d'aquest anomenat Future Shock.
En el desenvolupament d'aquest concepte apareix i es fa popular el terme "information overload" o sobrecàrrega informativa. La seva anàlisi del fenomen de la sobredosi d'informació és contínua en les seves publicacions posteriors, especialment en el llibre La tercera ona (The Third Wave) i Powershift.

En la introducció de l'assaig "Future Shlock" in his book, Conscientious Objections, Neil Postman escriu: 
"Sometime about the middle of 1963, my colleague Charles Weingartner and I delivered in tandem an address to the National Council of Teachers of English. In that address we used the phrase "Future Shock" as a way of describing the social paralysis induced by rapid technological change. To my knowledge, Weingartner and I were the first people ever to usi it in a public forum. Of course, neither Weingartner nor I had the brains to write a book called Future Shock, and all due credit goes to Alvin Toffler for having recognized a good phrase when one came along" (p. 162).

## Característiques de la societat postindustrial
- Branques senceres de la indústria desapareixen i apareixen unes altres. Això impacta brutalment sobre treballadors que es veuen obligats a un aprenentatge totalment diferent així com a canviar de localitat de residència per trobar un nou treball. Aquest canvi de residència pot implicar canvis en amics, escola o contacte amb la família, la qual cosa resulta en relacions personals més superficials amb un gran nombre de persones en lloc de relacions properes i més estables.

- Les persones de la societat postindustrial canvien de professió i lloc de treball freqüentment, amb el que fan diversos recorreguts laborals al llarg de la seva vida. El coneixement d'un enginyer queda obsolet en deu anys. Molta gent busca cada vegada més treballs temporals per aquesta raó.

- Molts béns s'han convertit en objectes d'un sol ús, ja que el cost de la reparació o la seva neteja és major que el cost d'un objecte nou a causa de la producció en massa.

- El disseny dels béns caduca ràpidament: apareix una segona generació d'ordinadors abans del final de la vida útil esperada de la primera generació. És a més possible llogar gairebé qualsevol cosa, la qual cosa elimina la necessitat de possessió. El canvi constant al mercat també suposa un repte per a l'àmbit del màrqueting, a causa d'objectius canviants.